# キングダム・カム
キングダム・カム（Kingdom Come）は、アメリカ合衆国 / ドイツ出身のヘヴィメタル・バンド。
1980年代のアメリカンHR/HMムーブメント期に、ドイツ人プレイヤー レニー・ウルフを主宰に結成。デビュー・アルバムがゴールドディスクを獲得するなどの成功を収めた。解散ののち、2018年より活動再開。

## 概要
レニー・ウルフの情感豊かなボーカルを中心に、レッド・ツェッペリンやハンブル・パイ、ジミ・ヘンドリックスなどに代表されるブルースロックの影響下にあるハードロックを身上としていたが、2001年以降はインダストリアル・ロックなどからの影響も感じさせるモダンなハードロックを確立。ドイツを拠点にコンスタントな活動を続けた。2016年、20数年ぶりにオリジナル・メンバーを含むラインナップでのライブを実現し、これを最後に活動の終結を発表した。2018年のデビュー30周年に再集結が実現したが、レニー・ウルフは引退を表明し不参加となった。

## 来歴

### 結成とデビュー (1980年代 - 1988年)

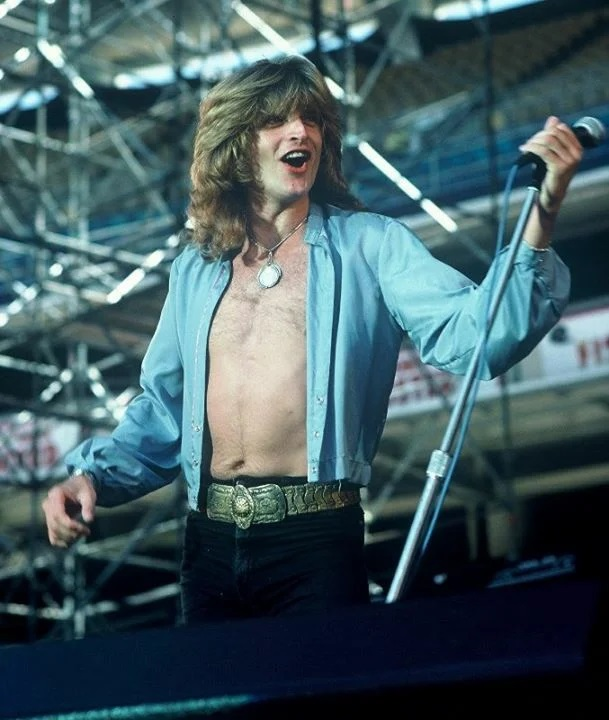
創設者レニー・ウルフ

1980年代にアルバム『バーンズ・ライク・ア・スター』『レット・ゼム・トーク』をリリースし、「Break Down The Wall」のヒットなどで知られたアメリカのハードロック・バンド「ストーン・フューリー (Stone Fury)」の元メンバーで、ドイツのハンブルク出身のボーカリスト、レニー・ウルフ (Lenny Wolf)は、一旦ドイツにもどった後、ふたたびアメリカにもどりポリグラムと契約。アメリカ出身のギタリスト、ダニー・スタッグ (Danny Stag)、リック・スタイアー (Rick Steier)とドラマーのジェイムス・コタック (James Kottak)、イタリア出身のベーシストのジョニー・B・フランク (Johnny B. Frank)と「キングダム・カム」を結成する。
1988年、レニー・ウルフは、メタリカやボン・ジョヴィ、エアロスミスなどとの仕事で知られるプロデューサー、ボブ・ロック (Bob Rock)に紹介され、そしてボブ・ロックが彼らのデビュー・アルバムをプロデュースすることとなった。バンドはカナダのバンクーバーにあるリトルマウンテン・スタジオでレコーディングを行った。レニー・ウルフとボブ・ロックがニューヨークのエレクトリック・レディ・スタジオでミキシングを行っている際、「ゲット・イット・オン」を聴いて気に入ったジョン・カロドナー (John Kalodner)は曲を個人的にカセットテープに録音した。しかしそのテープがまわりまわって最終的に外部に漏れてしまい、バンドはもちろんレーベルも知らないうちに「ゲット・イット・オン」はアルバム・リリース前にラジオでオンエアーされてしまった。音楽誌『Music Network』がこれを「なぞのバンド」として報じたことで大きな話題となり、連日ラジオにリクエストが殺到する事態になった。
同年、1stアルバム1stアルバム『キングダム・カム』がリリースされるや、そのレッド・ツェッペリンなどブルースロックの影響を色濃く受けた、ホワイトスネイクなどにも通じるハードロックは瞬く間にヒットし、ビルボード12位を記録しゴールドディスクとなるなど世界的なヒットとなった。またこの年、バンドはモンスターズ・オブ・ロック北米ツアーにドッケン、スコーピオンズ、メタリカ、ヴァン・ヘイレンらとともに参加した。
しかし、彼らの楽曲やレニー・ウルフのボーカルがあまりにレッド・ツェッペリンを連想させたこと、また当初バンドが「なぞのバンド」とされたため、曲を聴いてレッド・ツェッペリンの再結成ではないかとの憶測も出るなどしていたことなどから次第に批評家やミュージシャンなどから批判され始め、バンドはレッド・ツェッペリンのクローンなどといったレッテルを貼られ激しい批判の対象とされた。ロック・ギタリストのゲイリー・ムーア (Gary Moore)にいたっては、アルバム『アフター・ザ・ウォー』収録の「Led Clones」という曲で露骨に批判した。ダニー・スタッグが「レッド・ツェッペリンを聞いたことはない」等と発言したと雑誌が報じたことも状況を悪化させる要因のひとつとなった。ただしそれはダニー・スタッグの発言の一部だけを意図的に切り取ったもので、実際の彼の発言内容とは異なるものだった。批判は収まらず、それはアルバム・セールスやライブの動因にまで大きな影響を及ぼすこととなった。なお、これらの事に関連して、「キングダム・カムがレッド・ツェッペリンから訴えられ、レッド・ツェッペリンが勝訴した」というような話が語られることが時折あるが、実際にはそのような事実はない。

### 『イン・ユア・フェイス』リリースと解散 (1989年)
1989年、バンドはプロデューサーにフリートウッド・マックやホワイトスネイク、フォリナー、サンタナなどとの仕事で知られるキース・オルセン (Keith Olsen)をむかえ、2ndアルバムとなる『イン・ユア・フェイス』をリリース。メンバー全員でアルバム制作に取り組んだというこのアルバムは、前作を踏襲したハードロック・アルバムとなり、ビルボード49位を記録するも前作での思わぬ批判からの逆風の影響もあってかセールスは伸び悩んだ。そして同年、突然バンドから解散が発表された。

### ソロ・プロジェクトとしてのキングダム・カム (1990年 - 2000年)
バンドとしてのキングダム・カムの終焉後、レニー・ウルフは一人でキングダム・カムを続けることを決意した。
1991年、キングダム・カムの3rdアルバムとなる『ハンズ・オブ・タイム』をリリース。初のレニー・ウルフのセルフ・プロデュースでのリリースとなった。「Can't Deny」以外の作詞をレニー・ウルフとハープ奏者で作曲家のキャロル・テイタム (Carol Tatum)が共作し、「Can't Deny」の作詞およびすべての曲の作曲とボーカル、ギター、ベースをレニー・ウルフが担当した。そのほか、後にポイズンに加入するギタリストのブルース・サラセノ (Blues Saraceno)など数名のセッション・ミュージシャンが参加した。キャロル・テイタムのハープで幕を開けるこのアルバムでは、前作までのギターを中心としたハードロックからレニー・ウルフの情感豊かなボーカルを中心とした、よりメロウなサウンドへと変化。また、キーボードを効果的に導入するなど、これ以降のアルバムにつながる変化がみられた。
その後、レニー・ウルフはニューヨークとハンブルクを往復しながら活動を続け、新たにWEAと契約し、1993年に4thアルバムとなる『バッド・イメージ』をリリースした。全曲レニー・ウルフの作詞作曲で、ふたたびレニー・ウルフのセルフ・プロデュースとなったこのアルバムは、前作の作風をさらに推し進め、レニー・ウルフの憂いを帯びたボーカルを生かしたミドルテンポ中心の叙情的なハードロック・アルバムとなった。また、より効果的に配されたキーボードやSEもアルバムの叙情性を高めることに貢献した。しかしすでにアメリカなどでのキングダム・カムへの関心は薄れていたこともあり、ドイツ以外ではあまり流通しなかったという。
WEAとの関係はうまくいかず、レニー・ウルフは新たにドイツ国内のレーベルと契約し、1996年に5thアルバム『トワイライト・クルーザー』をリリース。また、アルバム・リリースにともなうツアー終了後、スイスのバーゼルでのライブの様子は同年、2枚組ライブ・アルバム『Live and Unplugged』としてリリースされた。続く1997年にはMother's Finestのドラマー、ディオン・マードック (Dion Murdock)とともにドイツで制作した6thアルバム『Master Seven』をリリース。その後もレニー・ウルフはドイツで活動を続け、1999年のディープ・パープルのドイツ・ツアーではサポート・アクトを務めた。また2000年には、ストーン・フューリー時代の「Too Late」、「Tease」、「Should Have Told You」の3曲の再録と、レニー・ウルフが1999年にリリースした全編ドイツ語によるソロ・アルバム『Lenny Wolf』からの4曲を英訳したものを収録したアルバム『Too』をEagle Rock Entertainmentからキングダム・カムの7thアルバムとしてリリースした。

### 新たなサウンドの確立 (2001年 - 2014年)
初期の批判やそれに根ざしたキングダム・カムに対するイメージは相変わらずついて周り、また音楽業界にも長い間ふりまわされてきたレニー・ウルフは、そうした周囲に対し注意を払うことをやめることを決意。純粋に自分の音楽と向き合うために再び自分の拠点で集中して曲作りに取り組み、2002年、8thアルバムとなる『Independent』をベルリンのUlfTone Musicからリリース。これまで同様レニー・ウルフのボーカルを中心に据えながら、パターンの繰り返しを多用したギターとシンプルなドラム、エフェクトなど、インダストリアル・ロックなどからの影響も感じられるモダンなハードロックサウンドを生み出した。
2004年、政治的な問題をテーマとした9thアルバム『Perpetual』をリリース。2006年、フロンティアーズ・レコードから10thアルバム『Ain't Crying For The Moon』 をリリース。このアルバムには「ゲット・イット・オン」のセルフ・カバーが収録された。2009年、オーストリアのPlanet Musicから11thアルバム『Magnified』をリリース。
2011年、2006年から参加していたヘンドリック・シーズブルメル (Hendrik Thiesbrummel)にかわり、新たにドラマーのネイダー・ライ (Nader Rahy)が加入。同年、新曲3曲に加え、これまでのキングダム・カムの楽曲の中からファンの支持の高い7曲とストーン・フューリー時代の「Break Down The Wall」を現在のメンバーでセルフカバーした12thアルバム『Rendered Waters』をSPV/Stermhammerからリリース。『Independent』以降のモダンな要素に以前のハードロックがブレンドされることで、力強くモダンなハードロックへとそのサウンドも変化をみせた。
2013年、13thアルバムとなる『Outlier』をリリース。過去と現在をつなぐブリッジを構築しようとしたというこのアルバムでは、前作のサウンドを踏襲しながら新たな実験的要素も導入。メッセージ性の強い力強いアルバムとなった。

### 「Unfinished Business」 - 終焉 (2014年 - 2016年)
2014年1月、レニー・ウルフは「Unfinished Business」と銘打つプロジェクトを発表、ダニー・スタッグ、リック・ステイア、ジェイムス・コタック、ジョニー・B・フランクとともに1987年当時のオリジナル・ラインナップのキングダム・カムを再結成し、アルバムを制作およびツアーを行うことを発表した。
長年にわたってレニー・ウルフとジェイムス・コタックは連絡を取り合っており、再び一緒に活動する可能性などについてもしばしば話をしていたが、2014年にはいりジェイムス・コタックが1987年当時のラインアップでの再結成についてゴーサインを出したことで正式に再結成プロジェクトが始動し始めた。しかしその後、個人的な問題などのためにジェイムス・コタックの参加が困難となり、再結成の計画もいったん消滅しかけたものの、ダニー・スタッグやジョニー・B・フランクの意見もありプロジェクトは継続されることとなった。
2015年、レニー・ウルフ、ダニー・スタッグ、ジョニー・B・フランク、そして『Magnified』までドラマーを務めていたヘンドリック・シーズブルメルを加えた新たなラインナップをオフィシャルサイトなどで発表。2016年2月、同ラインナップで、Monstars Of Rock Cruise2016への出演を果たした。長い時間を経て、オリジナル・メンバーであるジョニー・B・フランク、ダニー・スタッグと再びステージを共にし、「Unfinished Business（やり残した仕事）」をやり遂げたレニー・ウルフは、同年8月、キングダム・カムの終焉を発表した。

### 新生キングダム・カム (2018年 - 現在)
2018年、デビュー30周年を記念し、オリジナル・ラインナップによるツアー計画を発表。しかし創設者のレニー・ウルフは引退を表明し、不参加となった。新たにアメリカ人ボーカリスト、キース・セント・ジョンを迎えて活動を再開。
2024年、創設メンバーのジェイムス・コタックが死去。そしてこの件を機に、キース・セント・ジョンが離脱した。後任ボーカルに元シニックのジーク・カプラン、ドラムはマット・ムックルが加入した。

## メンバー
※2024年3月時点

### 現ラインナップ
- ジーク (エゼキエル)・カプラン (Ezekiel "Zeke" Kaplan) - ボーカル (2024年- )
- ダニー・スタッグ (Danny Stag) - ギター (1987年-1989年、2015年-2016年、2018年- )
- リック・ステイア (Rick Steier) - ギター (1987年-1989年、2018年- )
- ジョニー・B・フランク (Johnny B. Frank) - ベース (1987年-1989年、2015年-2016年、2018年- )
- マット・ムックル (Matt Muckle) - ドラムス (2024年- )

### 旧メンバー
- レニー・ウルフ (Lenny Wolf) - ボーカル (1987年-2016年)
- ジェイムス・コタック (James Kottak) - ドラムス (1987年-1989年、2018年-2024年) ♰RIP.2024
- エリック・フォースター (Eric Foerster) - ギター (2000年-2015年)
- フランク・ビンク (Frank Binke) - ベース (2000年-2001年、2006年-2015年)
- ヘンドリック・シーズブルメル (Hendrik Thiesbrummel) - ドラムス (2006年-2011年、2015年-2016年)
- ネイダー・ライ (Nader Rahy) - ドラムス (2011年-2015年)
- キース・セント・ジョン (Keith St John) - ボーカル (2018年-2024年)

## ディスコグラフィ

### スタジオ・アルバム
- 『キングダム・カム』 - Kingdom Come (1988年、ポリドール) ※全米12位、全英43位。RIAA:ゴールドディスク認定
- 『イン・ユア・フェイス』 - In Your Face (1989年、ポリドール) ※全米49位、全英25位、日本92位
- 『ハンズ・オブ・タイム』 - Hands of Time (1991年、ポリドール)
- 『バッド・イメージ』 - Bad Image (1993年、WEA)
- 『トワイライト・クルーザー』 - Twilight Cruiser (1995年、Viceroy)
- Master Seven (1997年、Viceroy)
- Too (2000年、Eagle Rock)
- Independent (2002年、UlfTone)
- Perpetual (2004年、UlfTone)
- Ain't Crying for the Moon (2006年、Frontiers)
- Magnified (2009年、Planet Music)
- Rendered Waters (2011年、SPV/Steamhammer)
- Outlier (2013年、SPV/Steamhammer)

### ライブ・アルバム
- Live & Unplugged (1996年)

### コンピレーション・アルバム
- Balladesque (1998年)
- 20th Century Masters - The Millennium Collection: The Best of Kingdom Come (2003年)

### シングル
- 「ゲット・イット・オン」 - "Get it On"  (1988年)
- "What Love Can Be"  (1988年)
- "Living Out of Touch"  (1988年)
- "Who Do You Love"  (1989年)
- 「ドゥ・ユー・ライク・イット」 - "Do You Like It"  (1989年)
- "Overrated" (1989年)